# Planète Linux
Planète Linux est un magazine bimestriel français consacré à l'utilisation courante des systèmes Linux, publié par la société d'édition PL (SEPL) appartenant au groupe DP Presse, qui édite également Freelog et Android pocket,.

## Description
Le premier numéro est paru en septembre 1999. La publication de ce magazine est actuellement bimestrielle. Le rédacteur en chef est Arnaud Faque.
Il était historiquement vendu avec un CD ou un DVD contenant la plupart du temps une distribution Linux, dont l'utilisation était alors détaillée dans un article de quelques pages.

## Liquidation judiciaire
Planete Linux a été placé en liquidation judiciaire en novembre 2024.